# Olovo stifnat
Olovo stifnat je organsko jedinjenje, koje sadrži 6 atoma ugljenika i ima molekulsku masu od 452,303 .
Olovni stifnat (olovo 2,4,6-Trinitrorezorcinat, C6HN3O8Pb), čije ime potiče od stifnatne kiseline, je eksploziv koji se koristi kao komponenta u smešama za paljenje i detonatora sa manje osetljivim sekundarnim eksplozivima. Olovni stifnat je samo malo rastvorljiv u vodi i metanolu. Uzorci olovnog stifnata variraju u boji od žute do zlatne, narandžaste, crvenkasto-braon, do braon. Olovni stifnat je poznat u različitim oblicima polimorfima, hidratima i bazičnim solima. Postoje normalni olovo stifnat monohidrat, monobazni olovni stifnat, trobazni olovni stifnat dihidrat i pentabazni olovni stifnat dehidrat, kao i α, β polimorfi olovnog stifnata.
Olovni stifnat formira šestostrane kristale monohidrata i male pravougaone kristale. Olovni stifnat je posebno osetljiv na vatru i pražnjenje statičkog elektriciteta. Dugi tanki kristali su posebno osetljivi. Olovni stifnat ne reaguje sa drugim metalima i manje je osetljiv na udarce i trenje od živinog fulminata ili olovnog azida. Stabilan je prilikom skladištenja, čak i na povišenim temperaturama. Kao i sa drugim jedinjenja koja sadrže olovo, olovo stifnat je toksičan zbog trovanja teškim metalima.

## Priprema
Iako ova teza nikada nije potkrijepljen, olovni stifnat je možda otkrio Peter Griess (poznatog po Griessovim testovima) 1874. Godine 1919. Edmund Herz je prvi ustanovio preparat bezvodnog normalnog olovnog stifnata reakcijom magnezijum-stifnata sa olovnim acetatom u prisustvu azotne kiseline.
{C6N3O8}MgH2O + Pb(CH3CO2)2   →   {C6N3O8}PbH2O  + Mg(CH3CO2)2

## Sinteza
Olovni stifnat se može sintetizovati reakcijom olovnog nitrata ili acetata sa natrijum-stifnatom ili magnezijumom, u prisustvu kiselog medijuma, ili korišćenjem nekog sličnog procesa. Na primer, olovni nitrat može da reaguje sa magnezijum stifnatom, koji se zauzvrat dobija reakcijom između stifnične kiseline i magnezijum karbonata:
C6H(NO2)3(OH)2 + MgCO3 → C6H(NO2)3(O)22- Mg2+ + CO2 + H2O
C6H(NO2)3(O)22- Mg2+ + Pb(NO3)2 → C6H(NO2)3(O)22- Pb2+ + Mg(NO3)2

## Struktura
Normalni olovni stifnat postoji kao α i β polimorfi, oba su monoklinski kristali. Vodeći centri su sedmokoordinatni i povezani su preko kiseonikovih mostova. Molekul vode je koordinisan sa metalom i takođe je vezan vodonikovom vezom za anjon. Mnoge od Pb-O udaljenosti su kratke, što ukazuje na određeni stepen kovalentnosti. Stifnat joni leže u približno paralelnim ravnima povezanih preko Pb atoma.

## Osobine
| Osobina                  | Vrednost |
| ------------------------ | -------- |
| Broj akceptora vodonika  | 8        |
| Broj donora vodonika     | 0        |
| Broj rotacionih veza     | 3        |
| Particioni koeficijent ( | -0,4     |
| Rastvorljivost (logS, log(mol/L))       | -1,9     |
| Polarna površina (PSA, Å2)  | 234,8    |

## Svojstva
Topljenje olovnog stifenata iznosi −835 kJ mol−1. Gubitak vode dovodi do formiranja osetljivog anhidrovanog materijala gustine 2,9 g cm−3. Varijacije boja ostaju neobjašnjive. . Olovni stifnat ima brzinu detonacije od 5,2 km/s i temperaturu eksplozije od 265—280 °C (509—536 °F; 538—553 K) nakon pet sekundi.

## Aplikacije
Olovni stifnat se uglavnom koristi u municiji za malokalibarsko oružje za vojnu i komercijalnu primenu. Služi kao primarni eksploziv koji se koristi u okidačima za vatreno oružje, koji će se zapaliti pri jednostavnom udarcu.  Slično se koristi i u praznim patronama za puške. Olovni stifnat se takođe koristi kao okidač u mikro mlaznicama za održavanje malih satelitskih stanica.

## Literatura
- Clayden, Jonathan; Greeves, Nick; Warren, Stuart; Wothers, Peter (2001). Organic Chemistry (I изд.). Oxford University Press. ISBN 978-0-19-850346-0.
- Smith, Michael B.; March, Jerry (2007). Advanced Organic Chemistry: Reactions, Mechanisms, and Structure (6th изд.). New York: Wiley-Interscience. ISBN 0-471-72091-7.
- Katritzky A.R.; Pozharskii A.F. (2000). Handbook of Heterocyclic Chemistry (Second изд.). Academic Press. ISBN 0080429882.

## Spoljašnje veze
- National Pollutant Inventory - Lead and Lead Compounds Fact Sheet
- Ficha en GESTIS Substance database (језик: енглески)
- Ficha en winchester.com (језик: енглески)